# Flughafen Machatschkala

i7
i11
i13
Der Flughafen Machatschkala (Uitasch) (russisch Аэропорт Махачкала (Уйташ), IATA-Code: MCX, ICAO-Code: URML) ist der internationale Flughafen von Machatschkala in Dagestan. Er liegt südlich der Stadt Kaspijsk am Kaspischen Meer und ist nach Amet-Chan Sultan benannt.

## Zwischenfälle
- Am 7. November 1991 verunglückte eine Jakowlew Jak-40 der russischen Aeroflot (Luftfahrzeugkennzeichen CCCP-87526), unterwegs von Elista im Landeanflug, als sie 23 km westnordwestlich des Flughafens Machatschkala in einen Hügel geflogen wurde. Die Besatzung war sich ihrer Position nicht bewusst und ließ das Flugzeug über einem bergigen Gebiet in 550 Metern Höhe mit dem Berg Kukurtbash kollidieren. Anscheinend befanden sich von den 47 Passagieren 13 ohne Papiere an Bord des mit 32 Passagiersitzen ausgestatteten Flugzeugs. Außerdem wurde das maximale Startgewicht um 260 kg überschritten. Durch diesen CFIT (Controlled flight into terrain) wurden alle 51 Insassen getötet, die vier Besatzungsmitglieder und 47 Passagiere. Dies war der zweitschwerste Unfall einer Jak-40, gemessen an der Zahl der getöteten Insassen.[2]

- Am 25. Oktober 1994 wurde eine Jakowlew Jak-40 der Donavia (RA-88254) unterwegs von Aşgabat nach Rostow am Don nach einer geplanten Zwischenlandung in Machatschkala entführt. Das Flugzeug kehrte zum Flughafen zurück. Der Entführer verlangte zwei Millionen US-Dollar und einen Flug nach Iran. Ein Teil der Passagiere durfte das Flugzeug am gleichen Tag verlassen, der Rest nach Zahlung von 800.000 Dollar am Folgetag, sodass nur noch der Entführer mit wenigen Besatzungsmitgliedern an Bord verblieb. Kurz nach Mitternacht am 27. Oktober durfte auch die Besatzung gehen, dann sprengte sich der Entführer mit einer selbst gebastelten Bombe in die Luft.[3]

- Am 15. Januar 2009 kam es zum Zusammenstoß zweier militärischer Transportflugzeuge des Typs Iljuschin Il-76, als ein Flugzeug mit dem Kennzeichen RA-76825 startete und das zweite mit dem Kennzeichen RA-76827 gleichzeitig landete. Der Flügel des landenden Flugzeugs kollidierte mit dem Rumpf des startenden Flugzeugs, worauf ein Feuer ausbrach. Drei oder vier der sieben Mann Besatzung der startenden Maschine kamen beim Unfall ums Leben. Die RA-76825 wurde zerstört; in der landenden RA-76827 überlebten alle 31 Insassen, und das Flugzeug konnte repariert werden (siehe auch Flugzeugkollision von Machatschkala).[4]

- Am 31. März 2015 wurde eine geparkte Antonow An-2 (RF-00388) durch starken Wind auf den Rücken geworfen. Das Flugzeug musste abgeschrieben werden.[5]

## Jagd auf jüdische Passagiere (2023)
Am 29. Oktober 2023 gelangten im Rahmen antisemitischer Ausschreitungen während des Krieges in Israel und Gaza 2023 mehrere hundert Personen auf das Vorfeld des Flughafens. Sie versuchten, ein aus Tel Aviv kommendes Flugzeug der russischen Red Wings Airlines, welches für Evakuierungen wegen des Krieges in Israel und Gaza 2023 eingesetzt war, zu stürmen. Zusätzlich suchten Teilnehmer der Ausschreitungen auf dem Gelände und in Kraftfahrzeugen, die es verließen, nach Juden. Dabei wurden 20 Personen verletzt, davon einige schwer, wovon wiederum zwei in einem kritischen Zustand waren.